# Deadpool 2
Deadpool 2 är en amerikansk superhjältefilm om Marvel Comics-figuren med samma namn, i regi av David Leitch efter ett manus av Rhett Reese, Paul Wernick och Ryan Reynolds. Filmen utspelar sig i samma kontinuitet som X-Men filmerna. Filmen hade biopremiär den 16 maj 2018 och är uppföljaren till Deadpool.

## Rollista (i urval)
- Ryan Reynolds – Wade Wilson / Deadpool & Juggernaut (röst)[3]
- Josh Brolin – Nathan Summers / Cable
- Morena Baccarin – Vanessa Carlysle
- Julian Dennison – Russell Collins / Firefist
- Zazie Beetz – Neena Thurman / Domino
- T.J. Miller – Weasel
- Brianna Hildebrand – Negasonic Teenage Warhead
- Stefan Kapičić – Peter Rasputin / Colossus (röst)
- Leslie Uggams – Blind Al
- Jack Kesy – Black Tom Cassidy
- Karan Soni – Dopinder
- Eddie Marsan – Headmaster
- Shioli Kutsuna – Yukio
- Terry Crews – Bedlam
- Bill Skarsgård – Zeitgeist
- Lewis Tan – Shatterstar
- Rob Delaney – Peter
- Alan Tudyk – Redneck #1
- Matt Damon – Redneck #2
- Brad Pitt – The Vanisher (cameo)
- Nicholas Hoult – Dr. Henry "Hank" McCoy / Beast (cameo)
- James McAvoy – Charles Xavier / Professor X (cameo)
- Tye Sheridan – Scott Summers / Cyclops (cameo)
- Evan Peters – Peter Maximoff / Quicksilver (cameo)
- Kodi Smit-McPhee – Kurt Wagner / Nightcrawler (cameo)
- Alexandra Shipp – Ororo Munroe / Storm (cameo)

## Mottagande
På Rotten Tomatoes har filmen ett godkännande på 84% baserat på 398 recensioner, med ett genomsnittligt betyg på 7,08/10. På Metacritic har filmen ett genomsnittlig poäng på 66 av 100, baserat på recensioner från 51 kritiker, vilket indikerar "generellt gynnsamma recensioner".